# Robert Owen
Robert Owen (14. května 1771, Newtown, Spojené království – 17. listopadu 1858, tamtéž) byl britský socialista, průmyslník, myslitel a sociální reformátor. Marxisté ho nazvali „utopickým“ socialistou, jelikož nebyl stoupencem revolučního třídního boje. Jako manažer a spoluvlastník mnoha výrobních podniků a společností se pokoušel humanizovat podmínky v anglických továrnách. Ve své továrně vytvářel vhodné prostředí pro dělníky. Stavěl jim školy, knihovny a domy, upravil délku pracovní doby a změnil pohled na práci dětí. Je označován za otce družstevního hnutí a zároveň je na něj pohlíženo jako na představitele předklasické teorie managementu.
Owen své filozofické postoje publikoval v článcích, spisech, projevech ať už v rámci svého časopisu The Crisis (1832), či v rozsáhlých knižních dílech. Mezi nejvýznamnější Owenova díla patří: O novém pohledu na společnost nebo eseje (1813), Výklad zásad a plánů na vybudování svépomocných osad v tuzemsku (1841) a Kniha o novém mravném světě (1842).
Lukáš Perný uvádí, že Robert Owen dosáhl i konkrétní legislativní změny: v praxi omezení dětské a ženské práce, zasloužil se o reformu vzdělávání (Owen prosadil výchovné osnovy pro dospívající mládež a usiloval o zákonné ukotvení povinné školní docházky v Británii), založil vůbec první veřejnou školku na světě a prosadil 10hodinovou pracovní dobu. Svůj boj začal ještě v časech New Lanark. Již v roce 1815, v Poznámkách o vlivu průmyslového systému s návrhy jak zlepšit ty jeho složky, které nejvíce škodí zdraví a mravnosti, kde tvrdě kritizoval tehdejší poměry, navrhoval: omezení pracovní doby, omezení zaměstnávání dětí a povinnost společnosti vzdělávat děti. Owen už tehdy vizionářsky zdůrazňoval potřebu zavedení celonárodního výchovného systému pro chudé (obecná školní povinnost a národní školství v Británii bylo realizováno až po Owenově smrti v roce 1870).
V USA přednášel i pro tři bývalé americké prezidenty Johna Adamse, Thomase Jeffersona a Jamese Madisona.
Robert Owen byl prvním utopistou, který své ideje zhmotnil do praxe:
1. sociálním podnikáním (v továrně New Lanark zajistil pro své zaměstnance volný přístup ke vzdělání, zdravotnictví a bydlení)
2. komunistickými koloniemi v USA (v komunitě New Harmony se pokusil o nastolení lokálního komunismu; v Británii zřídil sídlo v komunitě Queenwood a s veřejnou školou Harmony Hall).
3. zakládání družstevních bank/výměnných bazarů
4. pokusy o strukturální změnu společnosti prostřednictvím odborů, které měly prorůstat do družstevních organizací a tak postupně vybudovat komunismus zdola
5. zakládáním vzdělávacích institucí (vůbec první veřejné školky; později projekt Harmony Hall)[2]

Hlavní Owenovy myšlenky:
- Tři kořeny zla: soukromé vlastnictví, náboženství, současná rodina
- Nový názor na společnost
- Institut pro národní výchovu charakteru
- Výchova: mravní, pracovní, rozumová, tělesná, estetická

## Život
Narodil se 14. května 1771 v městečku Newtown, v Montgomeryshire, ležícím v severní části Walesu ve Velké Británii, jako šestý ze sedmi dětí. Zemřel ve stejném městě 17. listopadu 1858, ve věku 87 let.
Jeho otec byl sedlář a vlastník železářství. Později pracoval i jako poštmistr. Matka pocházela z prosperující farmářské rodiny a říká se, že to byla jemná a ušlechtilá žena, po které její syn zdědil mnoho povahových rysů.
Owen navštěvoval místní školu, kde nepřehlédnutelně vynikal. Pětileté učivo zvládl během tří let a na zbylé dva roky byl školou jmenován na učitelského pomocníka. V tehdejších školách se běžně vyučovalo jen čtení, psaní a základní aritmetické operace. Robert měl ale volný přístup ke knihám nejvzdělanějších mužů vesnice, a to duchovního, lékaře a advokáta. Mohl si tedy půjčovat všechny jejich knihy a díky tomu se mu podařilo získat větší rozhled a stal se z něj uvědomělý člověk, který po celý život prosazoval své ideály.
Založil sociálně řízený podnik v New Lanark a komunistickou kolonii Nová Harmonie.
Bylo známo, že pracovní podmínky v New Lanarku byly dlouho dobu na skvělé úrovni, ale jinde tomu tak ještě nebylo. Owen se proto pokusil ovlivnit události skrze politiku. Navrhl všeobecný zákon o zákazu dětské práce v továrnách. Parlament s tímto návrhem souhlasil, ale sněmovna lordů, ve které byla spousta továrníků, návrh odložila. Po roce si Owen vynutil znovuobnovení, ale ustanovený kompletní výbor byl jednoznačně proti. Po čtyřech letech Owenovy agitace byl konečně zákon uznán, i když ve značně překroucené formě. Platil pouze pro bavlnářský průmysl a dětská práce byla snížena na hranici 12 hodin denně.
Owen navrhl plán národních družstev (national companies), čímž ovlivnil vznik družstevnictví a odborového hnutí (The Grand National Consolidated Trade Union; navazovala London Working Men's Association), ke které se přidala jako první Unie stavbařů, pro kterou sepsal celý manifest. Hnutí bylo však nepřipravené a selhalo.
V roce 1835 založil Association of All Classes of All Nations, na šíření owenovských idejí. Vyzýval vlády, strany, sponzory, aby si získaly jeho učení společenské reformy. Na konci života se zabýval spiritismem. Kdysi bohatý podnikatel Owen umírá v chudobě, bez peněz, v roce 1858.

## Nový společenský systém
Owen si vytyčil za cíl objevit prostředky, jimiž by se daly zlepšit životní poměry chudiny a dělnictva, a to způsobem prospěšným i pro jejich zaměstnavatele. Přechod k novému řádu měl být snadný, protože: "Prostředky leží všude kolem, jsou nám k disposici a existují v nadbytečném množství." Owen se domníval, že: "Přirozenou měrou hodnot je v principu lidská práce čili spojení ruční a myšlenkové síly lidí k práci povolaných." Tato práce měla být zprůměrována na průměrnou jednotku lidské pracovní síly a měla být stanovena podobně jako jednotka koňské práce.
Dále mělo být zrušeno soukromé vlastnictví. Owen napsal:
Soukromé vlastnictví bylo a je i dnes příčinou nekonečného počtu zločinů a neštěstí člověka; člověk by měl uvítat dobu, kdy pokrok vědy a znalost prostředků na utváření vyššího charakteru všech jednotlivců lidského rodu způsobila, že další existence soukromého vlastnictví je nejen zbytečná, ale velmi škodlivá pro všechny. V rozumné společnosti nebude existovat soukromé vlastnictví. Ať už bylo či nebylo užitečné před zavedením strojů a chemie, dnes je zcela zbytečné a čisté zlo ... každému člověku, od nejvyššího po nejnižšího, možná na celý život zajistit mnohem více skutečně blahodárných věcí pro lidstvo a štěstí jednotlivce prostřednictvím veřejných zařízení ...až bude všechno, kromě čistě osobních věcí veřejným vlastnictvím a veřejné vlastnictví se bude udržovat v nadbytku pro všechny, až přestanou se cenit zdánlivé hodnoty a cenit se budou jen pravé hodnoty, pak bude správně oceněna i nezměrná převaha soustavy veřejného vlastnictví nad zly, vyplývajícími ze soukromého vlastnictví. Ve správně organizované vědecké soustavě veřejného vlastnictví a při stejné výchově a rovných podmínkách pro každého člověka nebudou námezdní pracující ani nerovné manželství, ani rozmazlené děti a ani žádné špatnosti, které vycházejí z chyb nynějšího systému ...veřejné vlastnictví (dokáže) ve srovnání se soukromým takovou úsporu času, práce a kapitálu, že si to nemůže nikdo představit ... boj o individuální vlastnictví plodí největší marnotratnost a největší ztráty ve všech odvětvích společnosti, ničí nejlepší a nejkrásnější vlastnosti lidské povahy a pěstuje a podněcuje nejníže city a vášně.
Místo obdělávání půdy pluhem mělo být zavedeno obdělávání půdy rýčem. Protože pokrok techniky a chemie způsobil, že se vyrábělo více, než lidé dokázali spotřebovat. Parní stroj označil Owen za pohromu pro společnost.
Ve Zprávě výboru sdružení pro pomoc průmyslové a zemědělské chudoby z roku 1817 píše o znehodnocení lidské práce, mechanizovanými zařízeními, tedy práce prostřednictvím nových strojů, automatizací výroby. Owen zdůraznil, že mechanizace snížila ceny, zvýšila se poptávka, snížila cenu lidské práce, ale zvýšila individuální bohatnutí na úkor chudoby. Připomínal, že stroje jednak zvětšují výrobní moc země (schopnost země vytvářet bohatství vzrostla 12násobně), na straně druhé zvýšily sociální nerovnost a vykořisťování (díky nim klesla cena práce a snížil se počet pracovních míst, nezvýšily se však mzdy). Už tehdy Owen řešil problém, který trápí společnost i dnes: nutnost vynalézt vhodné zaměstnání pro chudobu a nezaměstnané, jejichž práci nahradily mechanismy, a dokud se tento problém nevyřeší, Owen navrhuje omezení automatizace. Owen připomíná, že stroje a pokrok mohou přinést blahobyt a štěstí celé společnosti, přesto slouží k hromadění bohatství v rukou malého počtu lidí na úkor bídy ostatních. Dodává, že pokrok civilizace a všeobecné zdokonalení, může být provedeno pouze pomocí vědy a využití strojů ve prospěch obecného blahobytu (později Marx rozvíjí podobný termín, všeobecný intelekt).
Navrhuje kolektivní stravování v komunitách; jídlo by se chystalo v jednom podniku, kde by ho poté všichni osadníci jedli jako jedna velká rodina.
Zvláštní péči věnoval Owen vzdělávání a výchově. Dle něj: "jedním z nejrozšířenějších zdrojů omylů a zla ve světě je mínění, že nemluvňata, děti i dospělí jsou činitelé spravující se vůlí, kterou si vytvářejí sami a obracejí podle své vůle".
Vytvářením vnějších podmínek a indoktrinací mělo být možné vytvoření nového člověka.

O konkurenci Owen soudil, že způsobuje to, že se lidé bojí náskoku druhých, a kdyby se nesnažili na tento náskok reagovat, tak přijdou o živobytí. Robert Owen v tomto kontextu napsal:
Nemůže být pochyb o tom, že umělý zákon poptávky a zisku je v protikladu k obecnému blahobytu společnosti ... Zaručeným výsledkem principu individuálního zisku je, že vždy omezuje, pokud vezmeme v úvahu nabídku potravy ... v letech úrodných a úměrně příznivým okolnostmi je nadbytek potravy a bude levná, kdežto za neúrody a úměrně s nepříznivými okolnostmi roku bude potrava vzácná a drahá a bude následovat hlad ... a přece každý, kdo něčemu z toho prakticky rozumí, ví nad veškerou pochybnost jistě, že v době bezprostředně před nejhoršími známými hladomory existovaly až nadbytečně hojné prostředky, které by byly umožnily obyvatelstvu za předpokladu správních předpisů a dostatečných znalostí potřebných k jejich provedení vyrobit zásobu potravin rovnajícím se přímo neobyčejnému nadbytku.
Odstraněním konkurence měl nový společenský systém zajistit větší množství výrobků, ale také jejich spravedlivější distribuci.

## New Lanark
Továrna New Lanark, ležící poblíž města Glasgow, poskytla Owenovi první velkou příležitost, díky níž mohl začít prosazovat a realizovat své humanitní myšlenky, kterými si získal postavení dobrého ředitele s organizačními schopnostmi a zároveň oblibu u zaměstnanců.
Továrnu vybudoval úspěšný obchodník David Dale, společně s vynálezcem Richardem Arkwrightem. Tito muži totiž přišli na to, jak využít sílu řeky Clyde k pohonu strojů. David Dale proto koupil pozemky v okolí řeky a během deseti let zde vybudoval rozsáhlý komplex budov továrny na spřádání bavlny, barvírny i domů pro zaměstnance. Nacházela se zde největší přádelna v Británii. Navíc byla doplněna automatickým dopřádacím strojem, který jako první na světě umožnil strojní výrobu bavlněných látek. Je zřejmé, že továrna musela díky technické vyspělosti prosperovat. Ale vytvářela vysoké zisky i díky tomu, že zaměstnávala spoustu dětí. Například v roce 1793 bylo z 1150 zaměstnanců 800 dětí. Mnoho z nich pocházelo ze sirotčinců. Děti pracovaly kromě nedělí od 6 hodin ráno do 7 hodin večer a v tomto čase měly půlhodinovou přestávku na snídani a hodinovou na oběd. Zvláštní je, že navzdory těmto skutečnostem to byly v tehdejší době skvělé pracovní podmínky. Jinde se pracovalo běžně 14 hodin denně. Tady děti navíc měly dobré ubytování, nadstandardně kvalitní stravu a denně trávily 2 hodiny ve škole. Platové ohodnocení bylo taky vysoce nad průměrem platů v celém Skotsku.
V době, kdy Robert Owen s několika bohatými obchodními partnery koupil za 60 000 liber New Lanark a stal se manažerem této firmy, tu pracovalo kolem 2000 zaměstnanců. Z toho bylo přibližně 500 dětí, které pracovali již od 5. nebo 6. roku jejich života.
Owen v New Lanark zajistil pro své zaměstnance volný přístup ke vzdělání, zdravotnictví a bydlení. Založil školu pro děti, pro dívky, i chlapce s kreativními učebnami na zeměpis, tanec, umění a hudbu s mapami, vycpanými zvířaty, počítadly a mnoha dalšími pomůckami. V Lanark omezil pracovní dobu na 10,5 hodiny ze 14 až 16 hodin a zřídil obecní fond pro zaměstnance, z něhož financoval zdravotní péči. Zajistil obyvatelům i volné bydlení a zdravotně nezávadné a čisté prostředí. Owen v komunitě New Lanark aplikoval snížení cen. Úspory z hromadného nákupu zboží daroval zaměstnancům. New Lanark navštívilo kolem 2000 prominentních hostů (kromě jiných i Mikuláš I. Pavlovič).
Owen zpočátku nebyl oblíbeným šéfem. Snažil se utužovat disciplínu. Vyhlásil zimní zákaz vycházení po půlnoci, zakázal chovat drůbež, prasata a psy v domě, zavedl pravidelné kontroly čistoty obydlí a v neposlední řadě každého, kdo přišel do práce třikrát opilý, vyhodil. Zvýšila se morálka, hygiena i produktivita práce, a v důsledku toho i zisk. Těmito manažersky dobře promyšlenými kroky se stal oblíbencem u spolumajitelů.
Zaměstnanci si ho ale oblíbili až poté, co jim byl vyplácen plný plat i v době, kdy po dobu čtyř měsíců v roce 1806 vázly obchody kvůli vyjednávání se Spojenými státy, na které v tu dobu bylo uvaleno embargo, a Británie tak byla odříznuta od dodávek surové bavlny. V následujících letech stále více a více se utužovala jeho oblíbenost. Významnou část zisků totiž investoval do sociálních a vzdělávacích reforem a zvyšoval tak životní úroveň svých zaměstnanců. Omezil pracovní dobu na deset a půl hodiny. Zřídil obecný fond, do kterého přispívali všichni zaměstnanci, a z fondu pak poskytoval bezplatnou zdravotní péči všem obyvatelům New Lanarku. Odkoupil všechny obchody ve městečku. Díky tomu, že nakupoval palivo, potraviny a jiné zboží ve velkém a vzdal se zisků, mohl v místním obchodě prodávat produkty běžné spotřeby za nižší cenu, než bylo kdekoli jinde zvykem. Pracovat mohly pouze děti starší deseti let, a to jen pokud jim k tomu dali souhlas jejich rodiče. Pro ty mladší zřídil školu, kde se mimo jiné vyučovaly na tehdejší dobu neobvyklé předměty, jako například zeměpis, tanec, umění či hudba. Dívky se navíc učily číst, chlapci trénovali vojenské pochody. Ještě větší raritou je to, že zřídil první mateřskou školu na světě. Těm nejmladším dokonce poskytl možnost chodit si po škole hrát na dětské hřiště. Dnes si těžko můžeme představit, jak byly tyto kroky v tehdejší době razantní. V tehdejší době byla většina lidí přesvědčena, že vzdělání je pouze pro vyšší třídu a pro děti chudých pracujících není potřeba.
Reformy se proto nelíbily jeho spoluvlastníkům. Mysleli si, že jsou tím ohroženy firemní zisky. Owen roku 1813 za většinu svých peněz vykoupil staré společníky a nahradil je novými, kteří měli větší pochopení pro jeho plány a spoustu reforem uskutečnil až za jejich spolupráce. Novými společníky se stali Jeremiáš Bentham, proslulý národohospodář, filosof a právník a William Allen, který byl známý svými pacifistickými myšlenkami.
Ani konkurenti nemohli pochopit, že Owen zvyšuje úroveň dělníků a zároveň zůstává úspěšným podnikatelem. New Lanark se stal natolik slavným, že sem přijíždělo ročně 2000 hostů, aby si na vlastní oči mohli prohlédnout Owenovy reformy zavedené v praxi. V tisku se stále častěji psalo o nově fungujících pracovních podmínkách továrny New Lanark, a když parlamentní komise potvrdila, že soudy během deseti let nevznesly díky Owenovým reformám a nově nastoleným poměrům trestní řízení proti žádnému z obyvatel New Lanarku, byl svět ohromen.
Friedrich Engels o Owenovi v tomto kontextu napsal:
V průmyslové revoluci viděla většina příslušníků jeho stavu jen zmatek a chaos, dobrý jen k tomu, aby se v jeho kalných vodách lovilo, a k rychlému obohacení. Owen v ní viděl příležitost uplatnit svou oblíbenou tezi, a tím vnést do chaosu řád. Už se o to úspěšně pokusil v Manchesteru, kde řídil továrnu s více než pěti sty dělníky; od roku 1800 do roku 1829 vedl jako společník a ředitel podobným způsobem velkou prádelnu bavlny v New Lanarku ve Skotsku, měl jen větší volnost v jednání a dosáhl úspěchu, který ho proslavil po celé Evropě. Obyvatelstvo New Lanarku, které postupně vzrostlo na 2500 osob a původně se skládalo z nejrozmanitějších a většinou značně demoralizovaných živlů, změnil v dokonalou vzornou kolonii, v níž opilství, policie, trestní soudy, procesy, chudinská péče a potřeba dobročinnosti byly neznámou věcí. A to prostě tím, že přesadil lidi do poměrů, které byly důstojnější člověka, a zejména tím, že dbal o pečlivou výchovu dorůstající generace. Vynalezl školky pro malé děti a poprvé je tu zavedl. Od dvou let chodily děti do školky, kde se bavily tak dobře, že se jim ani nechtělo domů. Zatímco jeho konkurenti nechávali dělníky pracovat 13 až 14 hodin denně, pracovalo se v New Lanarku jen 10 1/2 hodiny. Když ho bavlnářská krize donutila zastavit na čtyři měsíce práci, vyplácela se nepracujícím dělníkům nadále plná mzda. A přitom závod víc než zdvojnásobil svou hodnotu a vynášel majitelům až do konce bohatý zisk.

## New Harmony
Zklamání z politického řešení problému dětské práce (kterou se mu podařilo legislativně omezit pouze zčásti) a zhoršení ekonomických podmínek vedlo Owena k soustředění jeho úsilí do jiné oblasti. Friedrich Engels k tomu dodává:
"S tím vším nebyl Owen ještě spokojen. Existence, kterou připravil svým dělníkům, nebyla podle jeho názoru ještě zdaleka důstojná člověka; „lidé byli mými otroky“; poměrně příznivé okolnosti, do nichž je přesadil, ještě zdaleka neumožňovaly všestranný racionální vývoj charakteru a rozumu, o svobodné životní činnosti ani nemluvě. „A přece produkovala pracující část těch 2500 lidí pro společnost právě tolik skutečného bohatství, kolik před necelým půlstoletím mohlo vyrobit 600 000 obyvatel. Ptal jsem se sám sebe: co se děje s rozdílem mezi bohatstvím spotřebovaným 2500 osobami a bohatstvím, které by bylo dříve spotřebovalo 600 000?“
Mír po napoleonských válkách, který byl uzavřen roku 1815, přinesl zároveň změnu v poválečné poptávce. V době, kdy bylo propuštěno mnoho mužů z armády, byla uvolněna i další pracovní síla, která se podílela na výrobě produktů potřebných k boji proti Francii nebo ta, která byla nahrazována stroji. V důsledku toho rapidně rostl počet nezaměstnaných. Stroje zvýšily produktivitu práce, která však nebyla ekonomicky využita, protože nezaměstnaným se snížila jejich koupěschopnost. Ekonomické podmínky se velice zhoršily – například mzdy v zemědělství se snížily téměř o 50 %. Mír tak Britům paradoxně na nějaký čas zhoršil jejich životní situaci.
Owen, který viděl utrpení jiných, spatřil východisko v samostatných hospodářských celcích, ve kterých by bylo minimální množství strojů, a většinu práce by odváděli lidé. Plánoval, že ve „vesnicích spolupráce“ by si lidé zajišťovali zboží pro vlastní potřebu a všechen přebytek by používali na obchodování s vnějším světem, a to pouze pro zajištění nezbytností, které by si nebyli schopni vyrobit sami uvnitř kooperativní komunity.
Když Owen poprvé přišel s myšlenkou vytvoření komunit, nebyly v ní vidět žádné rysy utopie. Říkal, že se inspiroval spisem Johna Bellerse z roku 1695. Přesnější představu o vesničkách spolupráce zveřejnil roku 1817 v jeho zprávě výboru sdružení pro pomoc průmyslové a zemědělské chudině, kde byl vepředu zobrazen závod společně s dalšími budovami a pozemky. Budovy v osadách byly navrženy pro 1200 lidí a byly obklopeny pozemky o celkové rozloze 1000 až 1500 akrů.
Owen svůj plán neustále rozvíjel. Chtěl mít ve svých osadách společné kuchyně, jídelny, školy, knihovny či společné noclehárny pro děti. Ve vhodných vzdálenostech by se podle něj měly nacházet další osady, které by spolu navázaly spolupráci a vzájemně by se doplňovaly. S těmito myšlenkami se už ale začal pomalu blížit k utopii. To si samozřejmě pod vlivem svých přání a představ neuvědomoval a byl si tímto projektem naprosto jist.
Roku 1825 proto vroucně uvítal nabídku jistého George Rappa, který mu nabídl prodej osady v Americe, ve státě Indiana, na břehu řeky Wabash. Rapp byl německý náboženský reformátor, který přivedl do Ameriky své stoupence. Nazývali se „harmonisté“ a ve svých osadách v Pensylvánii a později v Indianě se vzdali alkoholu, zbraní, kouření a neuznávali instituci manželství. Byli svým smýšlením velice blízko Owenovi. Ten od nich odkoupil osadu za 150 000 dolarů.
Poté, co zakoupil pozemky, a přijel do Ameriky, představil své názory a plány ve Washingtonu, za přítomnosti prezidenta a dalších významných osob. Sklidil spoustu kladných reakcí a plný optimistických představ neváhal začít s realizací. Do nové osady se nastěhovalo 900 osob. Demokratickým způsobem byli zvoleni předáci, kteří měli částečně dohlížet na správný chod tamní společnosti. Owen jim svěřil veškerou svou důvěru a vrátil se zpět do Anglie.
Když se v roce 1826 vrátil do Indiany a zjistil, že zprávy, které mu byly do Anglie posílány ohledně fungování osady, byly lživé a že osadníci nehospodařili způsobem, jakým si přál. Původní plán pro osadu byl ten, že ve vytvořené zemědělsko-průmyslové společnosti, by každý pracoval podle svých schopností a dostával podle svých potřeb. Proto v komunitě nastolil nový pořádek, kvůli kterému odešlo 200 nespokojených osadníků. Doufal, že vybudování osady se i přes počáteční nezdary podaří, a stane se příkladem k zakládání osad po celém světě.
Avšak materiální i psychologické obtíže Nové Harmonie byly nepřekonatelné. Komunita nedokázala vyrábět v takovém množstvím, které by dokázalo pokrýt jejich potřeby. Chyběly jim zkušenosti i vzájemná důvěra. Navíc mezi obyvateli docházelo k vyhýbání se práci a kvůli nadměrnému množství času, který trávili spolu ve sdílených prostorách, se začínali nesnášet. Owen v důsledku těchto faktů brzy musel začít rozprodávat jednotlivé části osady. Roku 1827 se vrátil natrvalo do Anglie a v Americe nechal svou rodinu. Jeho synové se ještě nějakou dobu snažili zachránit toto utopicko-komunistické dílo, ale ani jim se to nepodařilo.
Owen ale pevně stál za svými ideály a nenechal se odradit neúspěchem. Roku 1828 se vrátil do Ameriky a vyjednával s mexickou vládou o koupi pozemků v Texasu, aby tam mohl založit další družstevní osadu. Jednání zprvu vypadalo slibně, ale nakonec ztroskotalo na radikálních náboženských a mravních názorech Owena.
V roce 1841 vychází spis, v němž je pozměněno uspořádání osad. Podle nových architektonických představ by prostředek čtvercového nádvoří o straně 500 metrů, byl uvolněn pouze pro zeleň. Stavba by navíc měla být obklopena zemědělskými plochami o rozloze 1200 hektarů. Navíc zde byla navržena muzea, laboratoře, kryté bazény, ochozy a spousta jiných luxusních prvků. Je vidět, že představy týkající se této komunity byly ve výsledku až moc utopické. V posledním plánu se objevuje spousta luxusních prvků, které nejdou logicky skloubit s nedostatečným výkonem a produkcí osady. Je tedy jasné, že přání, aby se kolonie během pěti let rozšířily do Evropy a celé Americe, nevyšel.
Owen s vizí nové společnosti přichází příliš brzy: nemá dostatek odborníků, řemeslníků a ani dostatečně zapálených lidí, kteří byli stále zatížení sobectvím a individualismem.

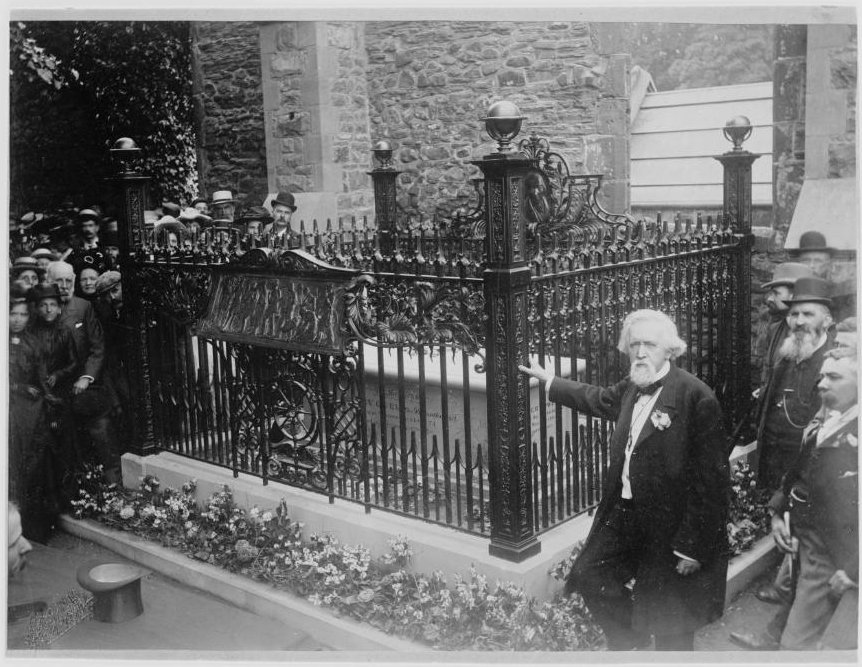

## Směnné banky
Další Owenova snaha probíhala v letech 1830–1832, kdy zavedl zprostředkovatelnu práce. Dělníci zde za svůj hotový výrobek obdrželi poukázku, za kterou si mohli koupit to, co potřebovali. Hodnota poukázek byla určena cenou použitého materiálu a dobou, kterou dělník vynaložil na zhotovení výrobku. Myšlenkou bylo, aby práce byla vyměněna za práci. V podstatě se jednalo o navrácení se k prostředku směny, která byla používána ve středověku.
Projekt ztroskotal, protože tehdy už byla zavedena dělba práce. Individuální výroba trvala mnohem déle a navíc se v obchodě, kde Owen shromažďoval výrobky a zprostředkovával tam směnu, hromadily zbytečnosti. Lidé si odnášeli nejdůležitější věci pro život a výrobky méně potřebné či nepraktické tam zůstávaly, protože o ně nebyl dostatečný zájem.

## Filosofie dějin
Lukáš Perný uvádí, že podle Owena jsou dosavadní dějiny lidstva dějinami omylů a považuje je za nerozumné období lidské existence. To, že se hromadil omyl za omylem, Owen dokládá dobovými dokumenty, statistikami a citacemi o bídě, chudobě a úpadku. Odhalení tohoto omylu může zavést lidstvo k pokroku, znalostem, dokonalosti, pravdě a štěstí prostřednictvím reorganizace společnosti a přetvoření člověka k jednotě. Kdyby byla podle Owena dána světu moudrost, dávno by byl pochopil v průběhu staletí, že tento dar byl světu vždy k službám. Lidstvo však nedosáhlo štěstí, vznikla chudoba, nevědomost, bída, nesvornost, hřích, jen díky tomu, že člověk nezná sám sebe. Podle Owena je utopie možná, pokud by se do kolektivního rozvoje civilizace (pokroku a zlepšení položení všech tříd) investovalo vše přebytečné bohatství v rukou majetné menšiny. Tyto prostředky jsou (a to dodnes) využívané na její individuální blahobyt, imperiální války či půjčky jiným státům. Engels k tomu napsal: "Robert Owen si osvojil učení materialistických osvícenců, že charakter člověka je produktem z jedné strany vrozené organizace a z druhé strany okolností, které člověka obklopují po celý život, zejména však v období vývoje."

## Pedagogický přínos
Owen navíc předpověděl duální vzdělávání, večerní školy a školky, a bezplatné školství.´

## Owenismus
Owenizmus se spolu s fourierismem a ikarským hnutím staly prvními populárními socialistickými ideologiemi. Owen kromě toho, že založil kolonii New Harmony, inspiroval zakládání dalších kolonií v USA (Forestwille, Franklin, Kendal, Hunt, Yellow Springs, Nashoba, Haverstraw, Forestville, Blue Spring, Valley Forge, Goose Pond, Promisewell), Spojeném království (Spa Fields, Orbiston, Ralahine, Queenwood Farm) a Kanadě (Maxwell). Owen ovlivnil i dalšího utopistu, Etienna Cabeta, který podobně zakládal utopické komunity v USA a dokonce se s Owenem osobně setkali.

## Literární tvorba

### Owenova díla
- A New View of Society. London, 1813.
- Observations on the Effect of the Manufacturing System. London, 1815.
- The Report communicated to the Committee on the Poor Law. London, 1817.
- Two memorials on behalf of the working classes. 1818.
- An Address to the Master Manufacturers of Great Britain. Bolton, 1819.
- Report to the County of Lanark of a Plan for Relieving Public Distress and Removing Discontent by Giving Permanent Productive Employment to the Poor and Working Classes. Glasgow, 1821.
- An Explanation of the Cause of Distress which pervades the civilized parts of the world. London, 1823.
- An Address to All Classes in the State. London, 1832.
- The Marriage System of the New World. London 1838.
- The Book of the New Moral World. London, 1844.
- The Revolution in the Mind and Practice of the Human Race. London, 1849.
- The Life of Robert Owen. London, 1858.

#### České překlady
- OWEN, Robert. Vybrané spisy. Překlad Jan Blahoslav Kozák. 1. vyd. Praha: SNPL, 1960. 325 s. cnb000472547.
- OWEN, Robert. Robert Owen a jeho pedagogické názory. Příprava vydání Vladimír Štverák; překlad Vladimír Štverák a Jan Blahoslav Kozák. 1. vyd. Praha: SPN, 1983. 179 s. cnb000005566.

#### Slovenské překlady
- OWEN, Robert. Pedagogické spisy. Bratislava: Slovenské pedagogické nakladateľstvo, 1960
- ZAMAROVSKÝ, Vojtech, HANZEL, Lev. Utopisti. Bratislava: Slovenské vydavateľstvo politickej literatúry, 1961
- OWEN, Robert. Robert Owen a jeho pedagogické názory. Bratislava: Slovenské pedagogické nakladateľstvo, 1983

### Díla o Owenovi
- Sergeant, W. L., Robert Owen and his social philosophy. London, 1860.
- Packard, F. A., Life of Robert Owen. Philadelphia, 1866.
- Booth, A. J., Robert Owen, the Founder of Socialism in England. London, 1869.
- Loyd, Jones, The Life, Times, and Labours of Robert Owen. London, 1889.
- Podmore, Frank, Robert Owen: a biography - Vol 1. London, 1906.
- Podmore, Frank, Robert Owen: a biography - Vol 2. London, 1906.
- Cole, G. D. H., Life of Robert Owen. London, 1925.
- Johnson, D. C., Pioneer of Reform. New York, 1929.
- Cole, Margaret, Robert Owen of New Lanark. London, 1953.
- Morton, A. L., The Life and Ideas of Robert Owen. London, 1962.
- Owen, Robert Dale, Threading my Way, Twenty-seven Years of Autobiografy. London 1874.
- Tames, Richard, Radicals, Railways & Reform. London, 1986.
- Santilli, David, Life of the Mill Man. London, 1987.
- BLAHA, Ľuboš. Dejiny politického myslenia v 19. storočí. Trnava : UCM, 2017
- PERNÝ, Lukáš. Utopisti. Vizionári sveta budúcnosti: Dejiny utópií a utopizmu. [s.l.] : Matica slovenská, 2020
- ZAMAROVSKÝ, Vojtech, HANZEL, Lev. Utopisti. Bratislava : Slovenské vydavateľstvo politickej literatúry, 1961
- NIKODYM, Tomáš. Z knihovničky utopického socialismu. Praha : Ludwig von Mises Institut, o. s., 2014
- ČERVINKA, František. Robert Owen. 1. vyd. Praha: Orbis, 1949. 36 s. cnb000715193.
- GIDE, Charles; RIST, Charles. Dějiny nauk národohospodářských od doby fysiokratů až po naše dny. Překlad Jan a Milada Koudelovi. 2. vyd. Díl 1. V Praze: Jan Laichter, 1928. 434 s. cnb002031712. Kapitola „R. Owen a Ch. Fourier", s. 313–344.
- Ottův slovník naučný: illustrovaná encyklopaedie obecných vědomostí. Díl 18. V Praze: J. Otto, 1902. 1026 s. cnb000277218. Heslo „Owen Robert", s. 1016–1017.